# Komorane
Komorane (izvirno srbsko Коморане) je naselje v Srbiji, ki upravno spada pod Občino Kruševac; slednja pa je del Rasinskega upravnega okraja.

## Demografija
V naselju, katerega izvirno (srbsko-cirilično) ime je Коморане, živi 94 polnoletnih prebivalcev, pri čemer je njihova povprečna starost 42,3 let (39,8 pri moških in 45,0 pri ženskah). Naselje ima 29 gospodinjstev, pri čemer je povprečno število članov na gospodinjstvo 3,90.
To naselje je, glede na rezultate popisa iz leta 2002, večinoma srbsko, a v času zadnjih treh popisov je opazno zmanjšanje števila prebivalcev.
|  |

| Demografija | Demografija     | Demografija     |
| Leto        | Št. prebivalcev | Št. prebivalcev |
| ----------- | --------------- | --------------- |
|             |                 |                 |
|             |                 |                 |
|             |                 |                 |
|             |                 |                 |
| 1948        | 118             |                 |
| 1953        | 122             |                 |
| 1961        | 139             |                 |
| 1971        | 141             |                 |
| 1981        | 156             |                 |
| 1991        | 137             | 133             |
| 2002        | 127             | 113             |
|             |                 |                 |

| Etnična sestava po popisu iz leta 2002 | Etnična sestava po popisu iz leta 2002 | Etnična sestava po popisu iz leta 2002 | Etnična sestava po popisu iz leta 2002 | Etnična sestava po popisu iz leta 2002 |
| -------------------------------------- | -------------------------------------- | -------------------------------------- | -------------------------------------- | -------------------------------------- |
| Srbi                                   | Srbi                                   |                                        | 111                                    | 98,23%                                 |
| Rusi                                   | Rusi                                   |                                        | 1                                      | 0,88%                                  |
| Neznano                                | Neznano                                |                                        | 1                                      | 0,88%                                  |